# Gunnarus Israelis
Gunnarus Israelis, född 1589, död maj 1655 i Bottnaryds församling, Skaraborgs län, var en svensk präst. 

## Biografi
Gunnarus Israelis föddes 1589. Han var son till prästen Israel Torchilli i Broddetorps församling. Israelis blev 1615 student vid Uppsala universitet och prästvigdes 1616. Han blev 1616 vikarierande pastor i Bottnaryds församling och 1642 kyrkoherde i församlingen. Han avled 1655 i Bottnaryds församling och begravdes i Mulseryd.

### Familj
Israelis gifte sig med Elin Berosdotter (1602–1690). Hon var dotter till kyrkoherden Bero Johannis och Gunilda Printz i Bottnaryds församling. De fick tillsammans barnen kyrkoherden Sveno Gunnarinus i Bottnaryds församling, Rangela Gunnarinus som var gift med kyrkoherden Andreas Andreæ i Bottnaryds församling och komministern Olai Rythenius i Bottnaryds församling.